# Ліпшицеве відображення
Ліпшицеве відображення — відображення {\displaystyle f\colon X\to Y} між двома метричними просторами, застосування якого збільшує відстані не більше, ніж в деяку константу раз. 

## Визначення

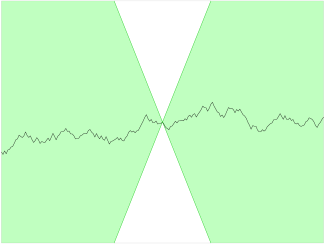
Для будь-якої ліпшицевої функції, існує подвійний конус (показаний білим) чия вершина може пересуватись уздовж графіка, так що сам графік залишається повністю поза конусом.

Відображення {\displaystyle f} метричного простору {\displaystyle (X,\;\rho _{X})} у метричний простір {\displaystyle (Y,\;\rho _{Y})} називається ліпшицевим, якщо знайдеться деяка константа {\displaystyle L} (константа Ліпшиця цього відображення), така, що
{\displaystyle \rho _{Y}(f(x),\;f(y))\leqslant L\cdot \rho _{X}(x,\;y)}
при будь-яких {\displaystyle x,\;y\in X}. Цю умову називають умовою Ліпшиця.
Відображення з {\displaystyle L=1} (1-ліпшицеве відображення) називають також коротким відображенням.

### Пов'язані визначення
- Відображення, що задовольняє вищенаведеній умові, називається також {\displaystyle L}-ліпшицевим.
- Нижня грань чисел {\displaystyle L}, що задовольняють вищенаведену нерівність, називається константою Ліпшиця відображення {\displaystyle f}.
- Відображення називається локально ліпшицевим, якщо для довільної точки області визначення існує окіл в якому відображення є ліпшицевим.
- Відображення {\displaystyle f\colon X\to Y} називається біліпшицевим, якщо у нього існує обернене {\displaystyle f^{-1}\colon Y\to X} і обидва {\displaystyle f} і {\displaystyle f^{-1}} є ліпшицевими.
- Відображення {\displaystyle f\colon X\to Y} називається коліпшицевим, якщо існує константа {\displaystyle L}, така, що для будь-яких {\displaystyle x\in X} і {\displaystyle y\in Y} знайдеться {\displaystyle x'\in f^{-1}(y)} таке, що
{\displaystyle \rho _{Y}(f(x),\;y)\leqslant L\cdot \rho _{X}(x,\;x').}

## Властивості
- Будь-яке відображення Ліпшиця є абсолютно неперервним.
- Всюди диференційована функція {\displaystyle f\colon \mathbb {R} \to \mathbb {R} } є ліпшицевою тоді і тільки тоді коли її похідна є обмеженою. Це випливає з теореми про середнє значення.
- Теорема Радемахера стверджує, що будь-яке ліпшицеве відображення, визначене на відкритій множині в евклідовому просторі, диференційовне на ньому майже всюди.

## Варіації і узагальнення
- f(t,x) є Lipx(Ω), якщо для будь-яких x1, х2,  х1≠х2    ||f(t,x1)-f(t,х2)|| ≤ η||(x1- х2)||    існує η(t):R+→R+, η(t)→0  R+:[t0,∞],     η(t) є C[t0,∞],

||f(t,x1)-f(t,х2)||< η(t)||x1- х2||    при n=1    ||…||→|…|   η(t)≤ L    для будь-яких t ≥ t0
L=const Lipshits.
- Поняття ліпшицевої функції природним чином узагальнюється на функції з обмеженим модулем неперервності, оскільки умова Ліпшиця записується так:

{\displaystyle \omega (f,\;\delta )\leqslant L{\cdot }\delta .}